# Karl Albrecht Schachtschneider
Karl Albrecht Schachtschneider né le 11 juillet 1940 à Hütten bei Gellin est un juriste allemand.

## Biographie
Il est connu pour son opposition au Traité de Lisbonne.

## Œuvres
- Der Rechtsweg zum Bundesverfassungsgericht in Bund-Länder-Streitigkeiten. Juristische Fakultät der Freien Universität Berlin [West]. Teildruck. Berlin [West] 1969, XXX S., S. 119-184 (Dissertation vom 8. Juli 1969).
- Das Sozialprinzip. Zu seiner Stellung im Verfassungssystem des Grundgesetzes. 1974
- Staatsunternehmen und Privatrecht. Kritik der Fiskustheorie, exemplifiziert an § 1 UWG. Walter de Gruyter, Berlin 1986,  (ISBN 3-11-010141-6).
- Res publica res populi. Grundlegung einer Allgemeinen Republiklehre. Ein Beitrag zur Freiheits-, Rechts- und Staatslehre. Duncker und Humblot, Berlin 1994,  (ISBN 3-428-08-124-2).
- unter Mitarbeit von Olaf Gast: Sozialistische Schulden nach der Revolution. Kritik der Altschuldenpolitik. Ein Beitrag zur Lehre von Recht und Unrecht, Duncker und Humblot, Berlin 1996.
- mit Wilhelm Hankel, Wilhelm Nölling und Joachim Starbatty: Die Euro-Klage. Warum die Währungsunion scheitern muß. Rowohlt Taschenbuch, Reinbek bei Hamburg 1998,  (ISBN 3-499-22395-3)
- mit Angelika Emmerich-Fritsche: Recht der Vertragsärzte des Sozialgesetzbuches V, 1999
- mit Richard Fuchs: Spenden was uns nicht gehört. Das Transplantationsgesetz und die Verfassungsklage. Rotbuch Verlag, Hamburg 1999,  (ISBN 3-434-53042-8)
- mit Wilhelm Hankel, Wilhelm Nölling, Joachim Starbatty: Die Euro-Illusion. Ist Europa noch zu retten?. Rowohlt Taschenbuch, Reinbek bei Hamburg 2001,  (ISBN 3-499-23085-2)
- unter Mitarbeit von Angelika Emmerich-Fritsche, Dagmar I. Siebold, Peter Wollenschläger: Einführung in das Wirtschaftsverwaltungsrecht. 2001/2002
- mit Wilhelm Hankel und Angelika Emmerich-Fritsche: Revolution der Krankenversicherung. Prinzipien, Thesen und Gesetz. Hansebuch Verlag, Hamburg 2002,  (ISBN 3-934880-05-3).
- mit Beiträgen auch von Wilhelm Hankel, Angelika Emmerich-Fritsche, Andreas G. Scherer, Dagmar I. Siebold, Udo Wartha: Rechtsfragen der Weltwirtschaft. Duncker und Humblot, Berlin 2002,  (ISBN 3-428-10799-3).
- Fallstudien zum Öffentlichen Wirtschaftsrecht. 4. Aufl., Lehrstuhl für öffentliches Recht, Nürnberg 2005.
- Steuerverfassungsrechtliche Probleme der Betriebsaufspaltung und der verdeckten Gewinnausschüttung. Rechtsgrundsätze versus Gerichtspraxis. Duncker und Humblot, Berlin 2004
- Der Anspruch auf materiale Privatisierung. Am Beispiel des staatlichen und kommunalen Vermessungswesens in Bayern. Duncker und Humblot, Berlin 2005,  (ISBN 3-428-11026-9).
- Prinzipien des Rechtsstaates. Duncker und Humblot, Berlin 2006,  (ISBN 3-428-12206-2).
- Freiheit in der Republik. Duncker & Humblot, Berlin 2007,  (ISBN 978-3-428-12343-8).
- Grenzen der Religionsfreiheit am Beispiel des Islam. Duncker & Humblot, Berlin 2010,  (ISBN 3-428-13505-9).
- Allah möge groß sein – in seiner Sphäre, Focus 11/2011
- Systemmängel in Demokratie und Marktwirtschaft. Duncker und Humblot, Berlin 2011, Sonderdruck aus: Schriftenreihe der Hochschule Speyer
- Die Rechtswidrigkeit der Euro-Rettungspolitik. Ein Staatsstreich der politischen Klasse. Kopp, Rottenburg 2011,  (ISBN 978-3-86445-002-0).
- Die Souveränität Deutschlands. Souverän ist, wer frei ist. Kopp, Rottenburg 2012,  (ISBN 978-3-86445-043-3).